# Burns' Heir
"Burns' Heir" är avsnitt 18 från säsong fem av Simpsons. Avsnittet sändes på Fox i USA den 14 april 1994. I avsnittet får Mr. Burns en nära döden upplevelse och inser att han inte har någon arvinge. Burns ordnar en audition och han väljer Bart som sin arvinge. Marge får Bart att börja träffa Bart och han flyttar snart in till honom.
"Burns' Heir" skrevs av Jace Richdale och var hans första manus. David Silverman skulle regisseras men Mark Kirkland fick göra det istället. Avsnittet innehåller en parodi på THXs Deep Note. THX gillade scenen och en ny version gjordes för dem för visning i biografer. En borttagen scen med "Roboten Richard Simmons" klipptes bort men togs med i "The Simpsons 138th Episode Spectacular". Richard Simmons skulle gästskådespela men han ville inte längre vara med då han fick reda på att han skulle vara en robot. Phil Hartman gästskådespelar som Lionel Hutz.

## Handling
Mr. Burns är nära på att drunkna då han är i badkaret. Detta får honom att komma på att då han dör på riktigt kommer ingen att få ärva honom. Waylon Smithers påminner honom att han finns men Burns berättar att han har andra planer, han ska begravas med honom. Burns bestämmer sig för att göra en audition bland pojkarna i Springfield för att se vem som passar bäst som arvinge. Nelson Muntz blir Burns favorit. Två av de som gör audition men misslyckas är Bart och Lisa. Då Bart inte får bli hans arvinge bestämmer han sig för att hämnas genom att börja vandaliserar Mr. Burns vilket påminner om honom som barn och skriver in honom som arvinge i sitt testamente.
Efter Homer och Marge undertecknat ett dokument är Bart nu officiellt Mr. Burns enda arvinge. Marge föreslår att Bart också ska besöka honom för att lära känna honom. Bart tycker Burns är läskig tills Burns bestämmer sig för att låta Bart få vad han än vill ha. Bart börjar vantrivas hemma snart och flyttar in till Burns. Familjen Simpson går till domstolen som beslutar att Bart är Mr. Burns lagliga son. Homer och Marge anlitar en privatdetektiv som ska hjärntvätta Bart men detektiven tar fel på person och har gett familjen Hans Moleman istället.
Bart börjar tröttna på livet som rik och vill åka hem. Mr. Burns visar då ett falskt övervakningsband från hans gamla familj om hur mycket de hatar honom och tycker att det är skönt att han är borta. Bart inser att Burns är den enda som älskar honom och han stannar hos honom. Bart och Burns är på Springfields kärnkraftverk och bestämmer sig för att avskeda några, först avskedas Lenny Leonard men då Bart ser att den andra som ska avskedas är Homer inser han att han saknar sin gamla familj och avskedar Burns som skriver ut honom ur sitt testamente. Bart får reda på att hans familj har älskat honom hela tiden och han är glad över det. Homer visar sen för Bart upp hans nya bror, Hans och Marge ber honom att kasta ut honom.

## Produktion
"Burns Heir" var det första avsnittet som skrevs av Jace Richdale. Richdale hade tidigare under säsongen hjälpt resten av författarna. David Silverman skulle regissera avsnittet men han hade inte tid så Mark Kirkland fick göra det istället. Medan familjen Simpsons är på biografen spelas en parodiscen på THXs Deep Note. Under den scenen, exploderar en mans huvud som en referens till Scanners. THX-cheferna gillade parodin så mycket att scenen gjordes till en riktig reklam för THX.
En borttagen scen är när Mr. Burns släpper en robot version av Richard Simmons som ett sätt att bli av med Homer då han kommit för att hämta Bart. Roboten dansar till "(Shake, Shake, Shake) Shake Your Booty" innan den exploderar. De skrev in den för Simmons själv ville gästskådespela men då han fick reda på att han skulle vara en robot tackade han nej. Delen animerades men klipptes bort då skämtet inte uppskattades under bordsläsningen. De kände att den distraherade tittarna från handlingen. De visade sen upp delen på animeringsmässor och collegevisningar där den uppskattades så den lades senare in i "The Simpsons 138th Episode Spectacular". Phil Hartman gästskådespelar som Lionel Hutz.

## Kulturella referenser
Reklamfilmen då Mr. Burns söker efter en arvinge är en parodi av trailern till Toys. Mr, Burns sjunger "Let's All Go to the Lobby". Mr. Burns säger att han fick idén till att installera kameror i hela staden från Sliver. Moe använder ett hemmagjort skjutbarhölster med en pistol medan han tittar i en spegel som en referens till Taxi Driver. Att Homers hemlighet är att äta blommor är en referens till Den siste kejsaren. En ung pojke säger till Burns att det är juldagen idag då Burns frågar vilken dag det är som en referens till En julsaga. Scenen då Burns ber Lenny att inte använda bokstaven "e" är en referens till Försvinna.

## Mottagande
Avsnittet hamnade på plats 53 över mest sedda program under veckan med en Nielsen ratings på 9.4, vilket ger 8,85 miljoner hushåll. Avsnittet var det tredje mest sedda på Fox under veckan. I boken I Can't Believe It's a Bigger and Better Updated Unofficial Simpsons Guide har Warren Martyn och Adrian Wood skrivit att avsnittet saknar den känslomässiga delen då familjemedlemmar skiljs åt. Hos DVD Movie Guide har Colin Jacobson skrivit att det är en överraskning att historien inte gjorts tidigare. Han kände att det ibland svängde lite för mycket men att avsnittet undviker att bli alltför sentimental. Det var skitkul att se Burns värld från Barts synvinkel. DVD Talk gav avsnittet betyg 5 av 5 medan DVD Verdict gav avsnittet betyg B. Paul Campos från Rocky Mountain News har beskrivit delen med roboten av Richard Simmons som att den är på en nivå av surrealistisk komedi som närmar sig ett slags geni. Homers tal till barnen att de gjorde de bästa men misslyckades och lärdomen av detta är att aldrig försöka finns med i augusti 2007-upplagan av The Oxford Dictionary of Quotations.